# Bucktoniella pyramidatus
Bucktoniella pyramidatus är en insektsart som beskrevs av William D. Funkhouser 1927. Bucktoniella pyramidatus ingår i släktet Bucktoniella och familjen hornstritar. Inga underarter finns listade i Catalogue of Life.